# Soldatul universal
Soldatul universal (Universal Soldier) este un film american științifico-fantastic de acțiune din 1992, regizat de Roland Emmerich cu Jean-Claude Van Damme și Dolph Lundgren în rolul unor soldați care au murit în Vietnam dar care au fost reanimați în cadrul unui proiect strict secret al armatei americane împreună cu alți soldați morți.

## Prezentare
„UniSols”, o echipă de soldați de elită, este folosită împotriva unor teroriști, soldații folosindu-și capacitățile fizice uluitoare pentru a-i învinge pe teroriști. Veronica Roberts (Ally Walker), un reporter, îi urmărește și descoperă o parte din secretul lor. Când unul dintre soldați îi ucide cameramanul, ea încearcă să scape. Luc Devereaux, unul dintre soldați care începe să aibă amintiri din viața sa anterioară și să se schimbe, o ajută să scape în timp ce restul echipei îi caută pentru a-și proteja secretele.

## Actori
- Jean-Claude Van Damme este Luc Deveraux / GR44
- Dolph Lundgren este Andrew Scott / GR13
- Ally Walker este Veronica Roberts
- Ed O'Ross este Colonel Perry
- Michael Jai White este Soldat
- Tommy "Tiny" Lister este GR55
- Eric Norris este GR86
- Jerry Orbach este Dr. Christopher Gregor
- Leon Rippy este Woodward
- Ralf Möller este GR74
- Robert Trebor este proprietar de motel
- Gene Davis este Locotenent
- Joanne Baron: Brenda
- Kristopher Van Varenberg este tânărul Luc Deveraux (nemenționat)
- Rance Howard este John Devereux
- Lilyan Chauvin este Mrs. Devereux